# IIIe législature des Cortes d'Aragon
La IIIe législature des Cortes d'Aragon est un cycle parlementaire des Cortes d'Aragon, d'une durée de quatre ans, ouvert le 20 juin 1991, à la suite des élections du 26 mai précédent, et clos le 4 avril 1995.

## Bureau
| Poste                  | Titulaire                  | Parti | Parti | Circonscription |
| ---------------------- | -------------------------- | ----- | ----- | --------------- |
| Président              | Ángel Cristóbal            |       | PP    | Saragosse       |
| Premier vice-président | Antonio Lacleta            |       | PP    | Huesca          |
| Second vice-président  | Isidoro Esteban            |       | PSOE  | Teruel          |
| Second vice-président  | Jorge Noguera (29/09/1993) |       | PSOE  | Teruel          |
| Premier secrétaire     | Norberto Caudevilla        |       | PAR   | Saragosse       |
| Second secrétaire      | Francisco Pina             |       | PSOE  | Huesca          |

## Groupes parlementaires
| Nom | Nom                        | Début | Fin | Porte-parole                             |
| --- | -------------------------- | ----- | --- | ---------------------------------------- |
|     | Groupe socialiste          | 30    | 30  | Alfredo Arola Elías Cebrián (05/07/1994) |
|     | Groupe aragonais           | 17    | 17  | Juan Antonio Bolea                       |
|     | Groupe populaire           | 17    | 16  | Mesías Gimeno                            |
|     | Groupe CAA-Izquierda Unida | 5     | 5   | Adolfo Burriel                           |
|     | Groupe mixte (24/11/1992)  | 0     | 1   | Emilio Gomáriz                           |

## Commissions parlementaires
| Commission                                            | Président                | Parti | Parti | Circonscription |
| ----------------------------------------------------- | ------------------------ | ----- | ----- | --------------- |
| Commissions permanentes législatives                  |                          |       |       |                 |
| Commission institutionnelle                           | Aurelio Biarge           | PAR   |       | Huesca          |
| Commission de l'Économie                              | Ángel Muzas              | PP    |       | Huesca          |
| Commission de l'Aménagement territorial               | Joaquín Maggioni         | PAR   |       | Saragosse       |
| Commission de l'Aménagement territorial               | Inés Pociña (11/05/1993) | PSOE  |       | Saragosse       |
| Commission agraire                                    | Joaquín Ibáñez           | PP    |       | Teruel          |
| Commission de l'Industrie, du Commerce et du Tourisme | Luis Navarro             | PP    |       | Saragosse       |
| Commission de la Santé et des Affaires sociales       | Benito Ros               | PAR   |       | Teruel          |
| Commission de l'Éducation et de la Culture            | Gonzalo Lapetra          | PAR   |       | Huesca          |
| Commissions permanentes non-législatives              |                          |       |       |                 |
| Commission du Règlement                               | Ángel Cristóbal          | PP    |       | Saragosse       |
| Commission des Pétitions et des Droits humains        | Sebastián Contín         | PP    |       | Saragosse       |

## Gouvernement et opposition

### Investiture d'Emilio Eiroa
| Candidat           | Date                                       | Vote       |      |     |    |    | Résultat |
| Candidat           | Date                                       | Vote       | PSOE | PAR | PP | IU | Résultat |
| Emilio Eiroa (PAR) | 10 juillet 1991 (majorité absolue requise) | Oui        |      | 17  | 17 |    | 34 / 67  |
| Emilio Eiroa (PAR) | 10 juillet 1991 (majorité absolue requise) | Non        | 30   |     |    | 3  | 33 / 67  |
| Emilio Eiroa (PAR) | 10 juillet 1991 (majorité absolue requise) | Abstention |      |     |    |    | 0 / 67   |

### Motion de censure du PSOE
| Candidat          | Date                                         | Vote       |      |     |    |    |      | Résultat |
| Candidat          | Date                                         | Vote       | PSOE | PAR | PP | IU | Ind. | Résultat |
| José Marco (PSOE) | 15 septembre 1993 (majorité absolue requise) | Oui        | 30   |     |    | 3  | 1    | 34 / 67  |
| José Marco (PSOE) | 15 septembre 1993 (majorité absolue requise) | Non        |      | 17  | 16 |    |      | 33 / 67  |
| José Marco (PSOE) | 15 septembre 1993 (majorité absolue requise) | Abstention |      |     |    |    |      | 0 / 67   |

### Investiture d'Ángela Abós
| Candidat           | Date                                       | Vote       |      |     |    |    |      | Résultat |  |  |  |  |  |  |  |  |  |  |  |  |  |  |  |
| Candidat           | Date                                       | Vote       | PSOE | PAR | PP | IU | Ind. | Résultat |  |  |  |  |  |  |  |  |  |  |  |  |  |  |  |
| Ángela Abós (PSOE) | 31 janvier 1995 (majorité absolue requise) | Oui        | 30   |     |    |    | 1    | 31 / 67  |  |  |  |  |  |  |  |  |  |  |  |  |  |  |  |
| Ángela Abós (PSOE) | 31 janvier 1995 (majorité absolue requise) | Non        |      | 17  | 16 |    |      | 33 / 67  |  |  |  |  |  |  |  |  |  |  |  |  |  |  |  |
| Ángela Abós (PSOE) | 31 janvier 1995 (majorité absolue requise) | Abstention |      |     |    | 3  |      | 3 / 67   |  |  |  |  |  |  |  |  |  |  |  |  |  |  |  |
| Ángela Abós (PSOE) |                                            |            |      |     |    |    |      |          |  |  |  |  |  |  |  |  |  |  |  |  |  |  |  |
| Ángela Abós (PSOE) | 1er février 1995 (majorité relative)       | Oui        | 30   |     |    |    | 1    | 31 / 67  |  |  |  |  |  |  |  |  |  |  |  |  |  |  |  |
| Ángela Abós (PSOE) | 1er février 1995 (majorité relative)       | Non        |      | 17  | 16 |    |      | 33 / 67  |  |  |  |  |  |  |  |  |  |  |  |  |  |  |  |
| Ángela Abós (PSOE) | 1er février 1995 (majorité relative)       | Abstention |      |     |    | 3  |      | 3 / 67   |  |  |  |  |  |  |  |  |  |  |  |  |  |  |  |

## Désignations

### Sénateurs
| Parti | Parti | Sénateurs désignés    | Voix |
| ----- | ----- | --------------------- | ---- |
| PSOE  |       | Alfonso Sáenz Lorenzo | 61   |
| PAR   |       | Valentín Calvo Lou    | 60   |

- Désignation : 11 juillet 1991.